# Zigera flavomaculata
Zigera flavomaculata är en fjärilsart som beskrevs av M.Gaede. Zigera flavomaculata ingår i släktet Zigera och familjen nattflyn. Inga underarter finns listade i Catalogue of Life.